# Miecze
Miecze [ˈmjɛt͡ʂɛ] est un village polonais de la gmina de Rajgród dans le powiat de Grajewo et dans la voïvodie de Podlachie. Il se situe à environ 11 kilomètres au sud-ouest de Rajgród, à 8 kilomètres à l'est de Grajewo et à 74 kilomètres au nord-ouest de Białystok. 
Le village compte approximativement 200 habitants.